# Ernest d'Olne
Josephus Ernestus Hubertus Wilhelmus (Ernest) baron d'Olne (Baarlo, 28 juli 1848 - Keulen (Dld.), 9 april 1891) was een Nederlands grootgrondbezitter en politicus.

## Leven en werk
D'Olne werd in 1848 in Limburg geboren als telg uit het geslacht D'Olne en zoon van de burgemeester van Maasbree en lid van Provinciale Staten van Limburg Guillaume Jacques Antoine Joseph Michel baron d'Olne en Anne Hubertine Wilhelmine Hertel. Hij was anderhalf jaar lid van de Tweede Kamer der Staten-Generaal voor het district Roermond zonder een keer het woord te voeren. Eveneens was d'Olne lid van de Provinciale Staten van Limburg.
D'Olne huwde twee keer. Eerst trouwde hij met Hedwig Frederika Carolina Hubertina barones von Francken. Na haar overleden in 1888, trouwde hij in 1890 met Maria Johanna Theresia Josepha Huberta barones Weichs de Wenne. D'Olne overleed op 42-jarige leeftijd.